# 高麗民主連邦共和国
高麗民主連邦共和国（こうらいみんしゅれんぽうきょうわこく、朝鮮語: 고려민주련방공화국、漢字：高麗民主聯邦共和國、英語: Federal Democratic Republic of Goryeo）は、朝鮮民主主義人民共和国（北朝鮮）が掲げる朝鮮半島統一路線。
1980年当時、漢江の奇跡で経済成長を続ける大韓民国（韓国）に様々な点で北朝鮮が大きく劣ったことによって、武力・経済優位などで韓国を滅ぼすことが不可能となり、不法傀儡と主張していた韓国の存在を認めざるを得なくなった北朝鮮最高指導者金日成主席が北朝鮮の国家体制・独裁世襲を維持するために掲げるようになった。

## 概要

### 提唱
1980年10月10日、北朝鮮の支配政党である朝鮮労働党成立35周年を記念して行った第6次朝鮮労働党大会において金日成主席（当時）が、1972年の南北共同声明を踏まえつつ、軍人出身の全斗煥第11代大統領政権下の大韓民国（韓国）に、南北朝鮮の統一方法（略：高麗連邦構想）として提案した。
その上で次のように主張した。
- 双方の同数の代表と適当数の海外同胞代表で最高民族連邦会議を構成
- 連邦常設委員会を組織して北と南の地域政府の指導にあたらせ、連邦国家の全般的な活動を管轄
  - 北と南の地域政府は、連邦政府の指導のもとに、全民族の根本的利益と要求に合致する範囲内で独自の政策を実施し、すべての分野で双方の差をせばめ、国家と民族の統一的発展を遂げるために努力
- 連邦国家の国号は、高麗民主連邦共和国
- 高麗民主連邦共和国は、いかなる政治的・軍事的同盟[注釈 2]やブロックにも加担しない中立国となるべき

これを実現する施策として、次の10項目を挙げた。
この提唱により、武力による赤化統一路線を放棄したとの見解もある。しかし、この第6回党大会における朝鮮労働党の党規改正では、従来の「民族解放」路線を放棄することは無かった。

### 南側の反応
「高麗民主連邦共和国」創設案は、「自主・平和・民族大団結による統一」のスローガンの下、一民族・一国家・二制度・二政府の下で連邦制による統一を主張したものであった。これは、韓国のほうが北朝鮮よりも経済的に優位に立ち、北朝鮮が韓国を武力で併合する可能性が薄らいだために提唱されたものと言われている。
だが、これは政治面（連邦議会）で北朝鮮が明らかに優位な地位につくことになっており、また「先統一、後同一感回復」を唱えるものの、国家保安法撤廃、韓国内での共産主義政党の結成の容認、在韓米軍撤収などを求めていたため、韓国側には到底受け入れられるものではなかった。
韓国の保守勢力は、「民族解放」路線が削除されない限り、従来の赤化統一政策に変わりはないと認識した。

### その後
2000年6月に金大中大統領と金正日国防委員長の間で行われた南北首脳会談の際に発表された6.15南北共同宣言では、北朝鮮は「低い段階の連邦制」を提示しており、韓国側の考えである連合制との共通性を認めている。

## 評価

### 批判的見解
韓国現代史研究家の金一男は、「民主」が欠落した「実現性のないニセの民族統一論」と強く批判し、現状の分断国家体制が維持されるものと論じている。その結果、国防に関し、中立的で統一的な指揮機能が確保できないことから南北それぞれに事実上の軍隊である「民兵組織」が残り、かつ北朝鮮が実質的な核保有国で南北の軍事バランスが非対称であるため、内戦の危機を包含すると考えている。
また金一男は、そもそも北朝鮮が維持する、唯一絶対性の主体思想及び首領体制が、複合的な多元主義である「連邦制統一」に相容れないと論じ、北朝鮮がこれらの思想を放棄しない限り、冒険主義的、かつ、朝鮮民族の自滅的構想であると断じている。

## 影響
北朝鮮の歌謡曲
- 『建てよう　われらの高麗民主連邦共和国』（朝鮮語: 세우자 우리의 고려민주련방공화국）[注釈 5]